# Irmandade Pitagórica
Irmandade Pitagórica foi uma irmandade criada por Pitágoras, na qual todas as informações eram transmitidas através da fala, não sendo registrado na forma escrita, este grupo formado por discípulos de Pitágoras se estendeu por séculos após a morte de seu fundador, mantendo uma grande quantidade de conhecimento entre seus membros.